# Carovigno
Carovigno (Carvìgni in dialetto salentino settentrionale, codice IPA: [karoˈviɲɲo]) è un comune italiano di 16 987 abitanti della provincia di Brindisi in Puglia.
La cittadina fa parte del Salento settentrionale ed è un centro di produzione di olio di oliva.

## Geografia fisica
(Vincenzo Andriani, "Carbina e Brindisi")

### Territorio
Carovigno è situata nella fascia interna dell'Alto Salento su un colle della Murgia di sud-est a 7,5 km dalla costa adriatica (ma nelle contrade interne dista anche 8 o 9 km) e 28 km dal suo capoluogo di provincia, Brindisi. Ha una superficie di 105 km2 ed è situato su un'altitudine massima di 172 m s.l.m.
Confina a nord-est e a nord con il Mare Adriatico, a ovest con Ostuni, a sud con San Vito dei Normanni e a sud-est con Brindisi.
Il nucleo abitato si estende per 144 ettari.
Il territorio del comune è per il 20% pianeggiante (qui vengono praticate le colture di ortaggi) e 80% collinare. Quest'ultima zona è ricca di oliveti ultra centenari, mandorleti e vigneti (utilizzati per la produzione di vino). Invece, molto modeste sono le estensioni di macchia mediterranea, ormai in via d'estinzione.
Non vi sono vasti corsi d'acqua, a causa della costituzione del terreno e per le poche piogge (soprattutto in estate). Ma quando avvengono eventi piovosi che si susseguono in modo più intenso, si ricostituiscono alcuni canali che corrispondono alle lame naturali. Tra questi vi sono il Canale Reale a Torre Guaceto e il Canale di Santa Sabina, nella frazione di Torre Santa Sabina.
Carovigno è inoltre, grazie ad alcuni trulli situati nelle contrade interne, uno degli ultimi paesi della Valle d'Itria

### Clima
La stazione meteorologica di riferimento è quella di Casamassima. Il clima carovignese, è caratterizzato dal clima mediterraneo, con inverni piuttosto miti ed estati lunghe e calde. I mesi più freddi sono gennaio e febbraio, con sporadici episodi nevosi; i mesi più caldi sono luglio e agosto, con rare piogge e temperature massima che spesso raggiungono i 35-40 °C.

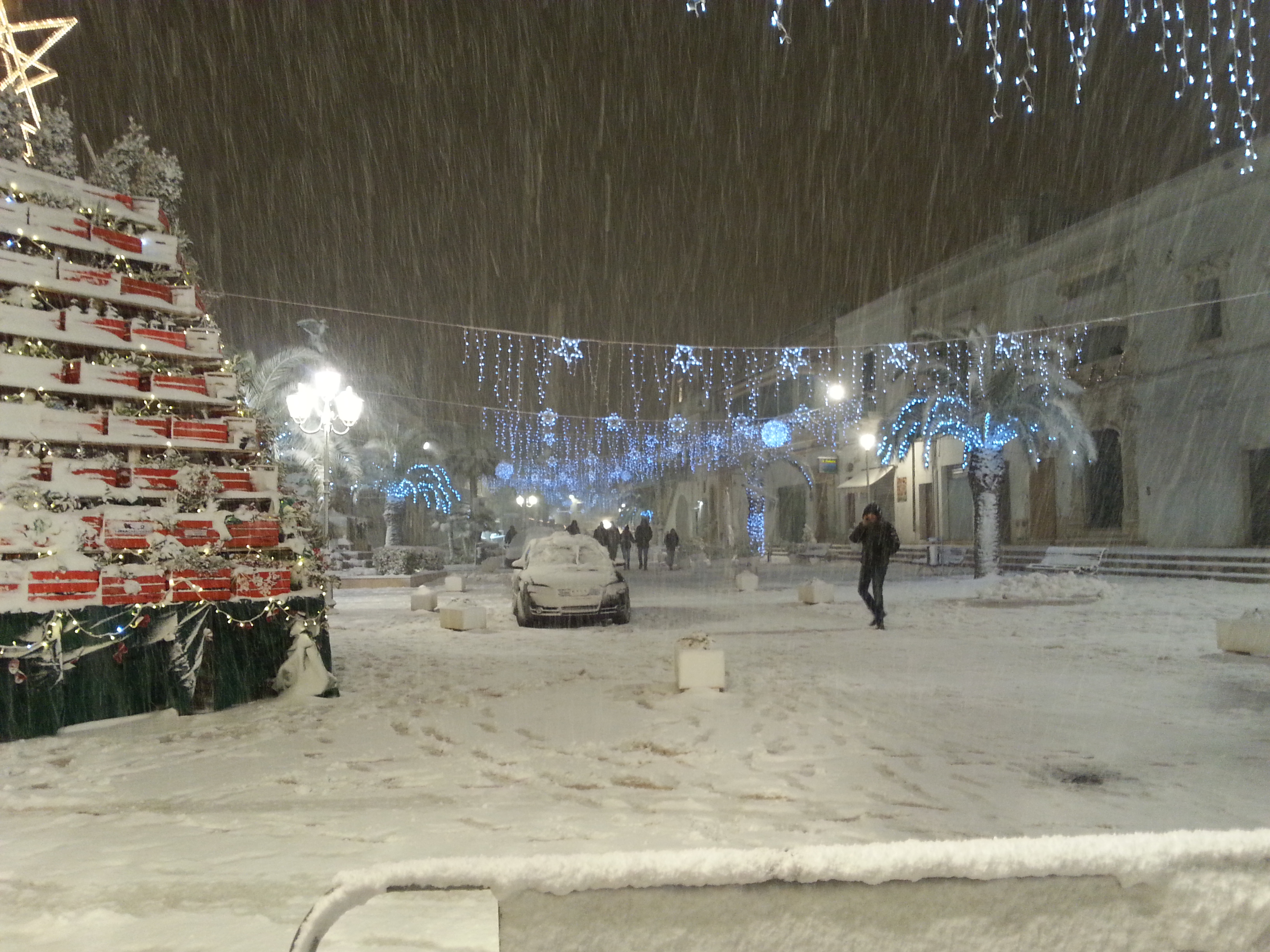
Nevicata in Piazza, 30 dicembre 2014

| Carovigno                          | Mesi | Mesi | Mesi | Mesi | Mesi | Mesi | Mesi | Mesi | Mesi | Mesi | Mesi | Mesi | Stagioni | Stagioni | Stagioni | Stagioni | Anno  |
| Carovigno                          | Gen  | Feb  | Mar  | Apr  | Mag  | Giu  | Lug  | Ago  | Set  | Ott  | Nov  | Dic  | Inv      | Pri      | Est      | Aut      | Anno  |
| ---------------------------------- | ---- | ---- | ---- | ---- | ---- | ---- | ---- | ---- | ---- | ---- | ---- | ---- | -------- | -------- | -------- | -------- | ----- |
| T. max. media (°C)                 | 13,0 | 13,0 | 15,0 | 19,0 | 24,0 | 28,0 | 31,0 | 31,0 | 28,0 | 22,0 | 17,0 | 14,0 | 13,3     | 19,3     | 30,0     | 22,3     | 21,3  |
| T. min. media (°C)                 | 4,0  | 5,0  | 6,0  | 9,0  | 12,0 | 16,0 | 18,0 | 19,0 | 16,0 | 12,0 | 8,0  | 6,0  | 5,0      | 9,0      | 17,7     | 12,0     | 10,9  |
| Precipitazioni (mm)                | 46,0 | 53,0 | 63,0 | 36,0 | 34,0 | 27,0 | 27,0 | 25,0 | 36,0 | 60,0 | 71,0 | 73,0 | 172,0    | 133,0    | 79,0     | 167,0    | 551,0 |
| Umidità relativa media (%)         | 78   | 75   | 73   | 71   | 68   | 63   | 31   | 36   | 66   | 73   | 77   | 80   | 77,7     | 70,7     | 43,3     | 72       | 65,9  |
| Eliofania assoluta (ore al giorno) | 3,9  | 4,4  | 5,3  | 6,7  | 8,6  | 9,9  | 10,8 | 9,8  | 8,0  | 6,2  | 4,4  | 3,6  | 4,0      | 6,9      | 10,2     | 6,2      | 6,8   |

## Origini del nome
Sull'origine del nome della città esistono varie ipotesi, tra cui dal messapico Karp che indicherebbe la collina sulla quale fu eretta la città fortificata o da Καρα (Caput) e da οινος (vinum), ossia Capovino. Tuttavia l'ipotesi più accreditata rimane quella di Nicola Corcia, secondo cui il nome derivi da Καρπινη, poi latinizzato in Καρβινα ossia Carbina, con il significato di "frugifera" e che trova riscontro nella fertilità della sua terra e nell'antico culto che la popolazione tributava a Cerere. Con il passare nel tempo, in particolar modo nel medioevo, il nome mutò passando da Carbinea e Carbinium, per poi trasformarsi in Carvinea, Carvineum e Carvinium intorno al X secolo, quando il B greco veniva tradotto con il V latino. Questi latinismi a partire dal XII secolo, subirono una volgarizzazione divenendo Carvigna, Caravigna, Caravigni, Carovighe, Carvigni, Carovigni e fino ad arrivare all'attuale Carovigno.

## Storia
(Alessandro Massimo Cavallo, 1910)
Quanto rimane delle antiche mura e dell'acropoli e il materiale archeologico, abbondantissimo, rinvenuto nel suo territorio attestano l'origine messapica di Carovigno.
Non si hanno notizie certe sulla sua fondazione. Alcune attestazioni storiche la fanno risalire al XII sec. a.C.; secondo attendibili testimonianze repertate Carbina ebbe rapporti commerciali con Egiziani e Fenici. 
Secondo gli studi del dott. Vincenzo Andriani (1830), sarebbero stati i Carbinati i primi e veri abitanti della zona, in seguito, aumentando di numero per l'arrivo dei Cretesi, si formarono i gruppi etnici degli Iapigi e dei Messapi.
Fu distrutta e sottomessa definitivamente dai Tarentini nel 473 a.C. che crearono sul suo litorale un piccolo porto. La stessa Brindisi, di cui condivise le sorti, fu, temporaneamente, sottomessa e la sua sfera di influenza ridotta alla sola cinta muraria. L'egemonia di Taranto durò dal 473 al 400 a.C., comprendendo tutta l'area jonico adriatica e la Calabria le cui polis dovevano fornire reparti di fanteria all'esercito tarantino. La stessa moneta urbica federale forse coniata a Carovigno al tempo della guerra italica recante la legenda CARB-BRUN (Carovigno-Brindisi), attesta che la città aveva un ruolo subalterno rispetto a Brindisi e l'effigie di Taras, figlio di Nettuno ribadisce la sottomissione a Taranto. Durante la guerra fra Taranto e Roma, Brindisi e il porto di Carvinia, fungono da riva d'approdo delle truppe di Pirro, giunto in aiuto della potente città ionica. Dopo alcune vittorie, i tarantini dovettero arrendersi alla superiore organizzazione militare romana e finirono nella sfera d'influenza dell'Urbe. 
Durante la Seconda guerra punica, Taranto passò dalla parte di Annibale, fomentando la rivolta in tutta quella che era stata la Magna Grecia, ma questo non servì a cambiare le sorti del conflitto.
(Nicola Corcia, Storia delle due Sicilie)
Con la caduta dell'Impero Romano d'Occidente, la villetta di contadini oggi nota come Carovigno venne incorporata nei territori di Ostuni: Bizantini e Goti se ne contesero alternativamente il possesso, così come, in epoca più recente, i Normanni, gli Svevi, gli Angioini, gli Aragonesi e poi i Veneziani, gli Spagnoli, gli Austriaci e i Borboni. 
I segni del feudalesimo sono rappresentati sia dal Castello costruito nel sec. XV dagli Orsini-Del Balzo a difesa dalle incursioni dei Turchi e dalle scorrerie dei pirati, sia dai resti delle mura innestate sulla più antica muraglia messapica. Molti sono i feudatari che hanno preso possesso del territorio di Carovigno molti anche senza risiedervi: Adamo Trambay, dispotico e crudele, Carlo de Carvigna, gli Orsini, i Loffredo, i Caputo, i Serra, i Costaguti, i Granafei, gli Imperiali e i Dentice de Frasso.
Nel 1817 era viva e presente in Carovigno una "vendita" carbonara, che teneva le sue adunanze segrete nei locali offerti all'uopo da Francesco Trisolini. Una menzione a parte merita Salvatore Morelli, perseguitato dal 1849 fino ai compimento dell'unità d'Italia, perché nemico acerrimo del regime borbonico cui dette battaglia con l'azione e con gli scritti che apparivano su Il Dittatore, il periodico da lui diretto.

### Simboli

#### Stemma e gonfalone
Descrizione araldica dello stemma:
(D.C.G. del 9 febbraio 1935)
Descrizione araldica del gonfalone:

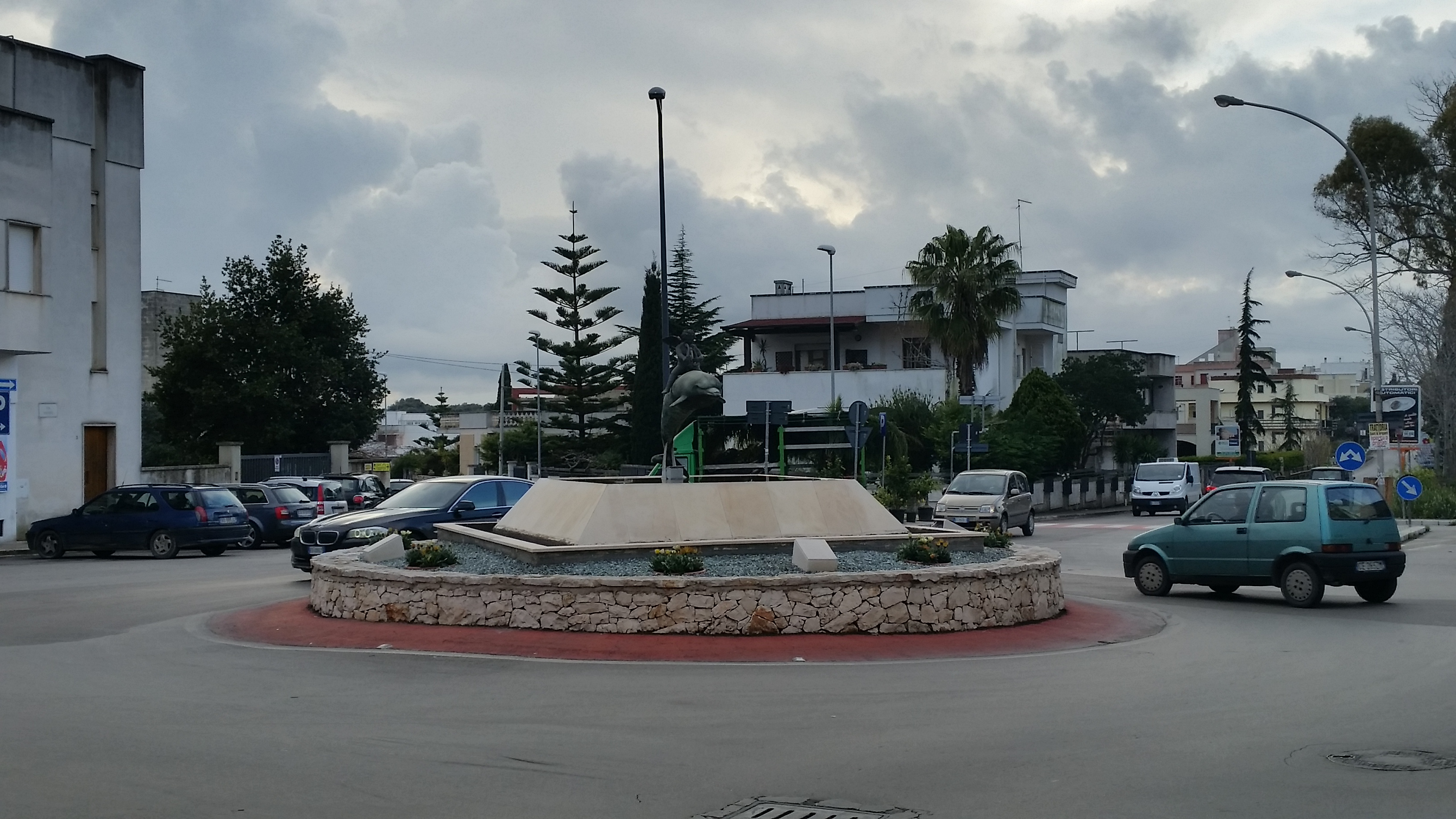
Statua rappresentante il simbolo dello stemma di Carovigno.

Lo stemma del comune di Carovigno, fu riconosciuto con decreto del capo del governo del 9 febbraio 1935.
Come tutti gli emblemi civici adottati in epoca fascista, lo stemma era ornato dal capo del Littorio, eliminato alla caduta della dittatura.
La forma è quella tipica dell'araldica civica italiana mentre il tema dello stemma è costituito da un delfino cavalcato da un amorino che suona la cetra.
Questi simboli ci riconducono ad una spiegazione mitologica. Le fonti narrano di un giovane di nome Arione, figlio di Poseidone, il dio del mare, e della ninfa Anea. Si narra che, durante un viaggio dall'oriente verso la Magna Grecia, ad Arione giunse voce che sarebbe stato gettato in mare, perché l'equipaggio voleva impossessarsi delle sue ricchezze. Essendo un abile suonatore di cetra, chiese prima di morire di poter suonare per l'ultima volta il suo strumento. Così fu, ma mentre Arione suonava lo strumento, il suo canto attirò nei pressi della nave un branco di delfini. Uno di questi animali prese Arione sul dorso e lo portò in salvo verso la costa. Per questo, alcune città costiere, tra cui Carovigno, ne rivendicarono l'appartenenza e a questo evento mitologico fanno risalire la fondazione della città.

#### Altri simboli

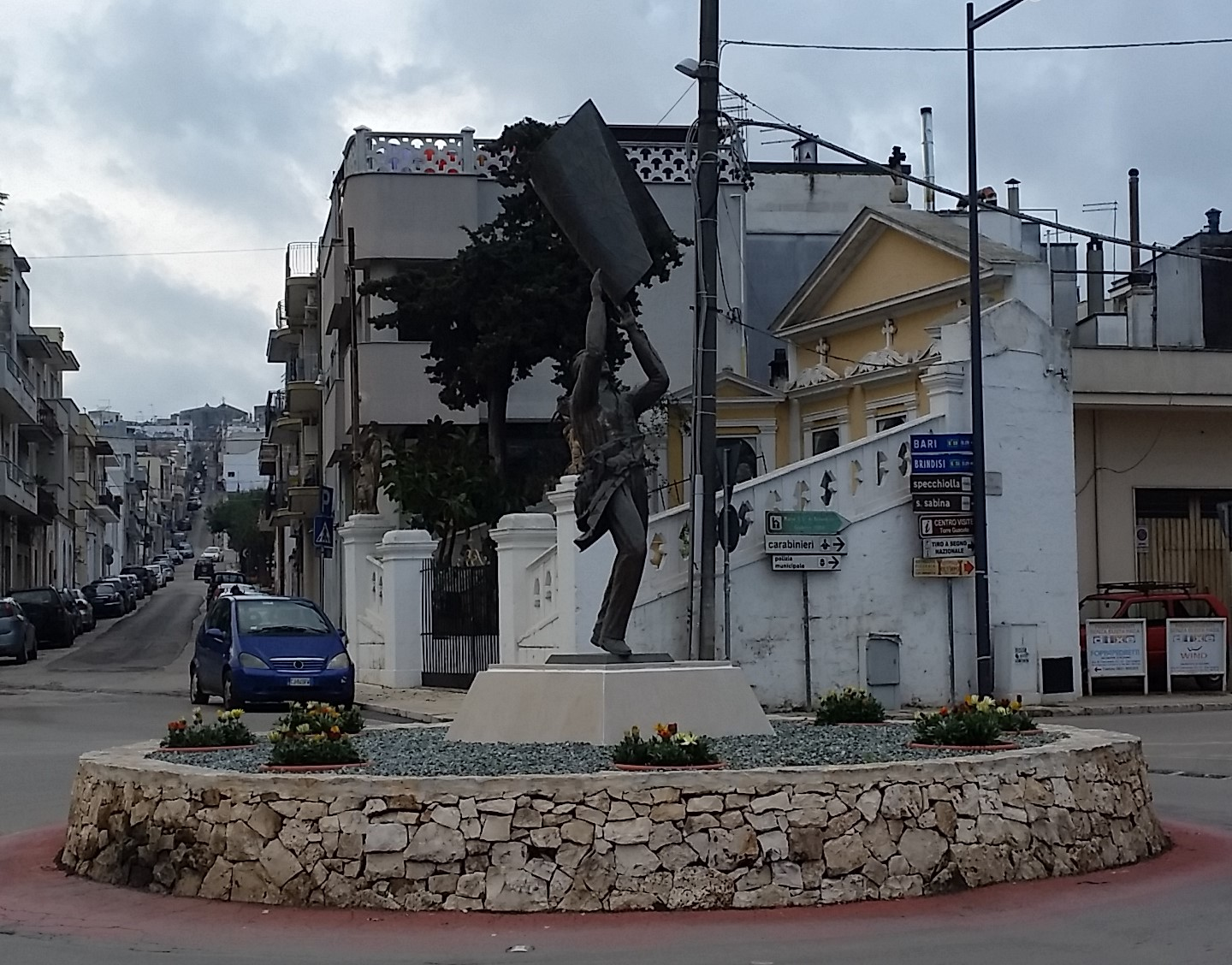
Statua dedicata al "Battitore della 'Nzegna".

I principali due simboli di Carovigno, sono gli sbandieratori (tradizione quasi millenaria, della quale Carovigno vanta i natali) e il delfino, presente nello stemma. A questi due simboli sono state dedicate due statue, ognuna collocata su una rotonda in due punti d'ingresso al paese: Il "delfino cavalcato da un amorino che suona la cetra" si trova all'ingresso di Carovigno ovest (da Ostuni), l'altra statua invece, all'ingresso est, venendo da San Vito. La seconda statua rappresenta uno sbandieratore in procinto di lanciare la bandiera della "Nzegna". Sul petto vi è scolpita l'immagine della Madonna di Belvedere, patrona di Carovigno. In seguito in basso, vi è il vitellino genuflesso (come narra la leggenda) e il popolo che "corre" a venerarla.

#### Soprannome
- Uno dei simboli di Carovigno, sono gli sbandieratori, nati grazie alla tradizione della "Nzegna". Carovigno stessa viene anche chiamata "Città della Nzegna", appunto per ricordare e onorare questa tradizione che dura ormai da mille anni e che è anche la più antica tradizione religiosa legata al "gioco" della bandiera in Italia[senza fonte].
- Carovigno, per la presenza di torri difensive sulle sue spiagge, viene chiamata anche la "Città salentina tra torri e mare".

## Monumenti e luoghi d'interesse

### Architetture religiose

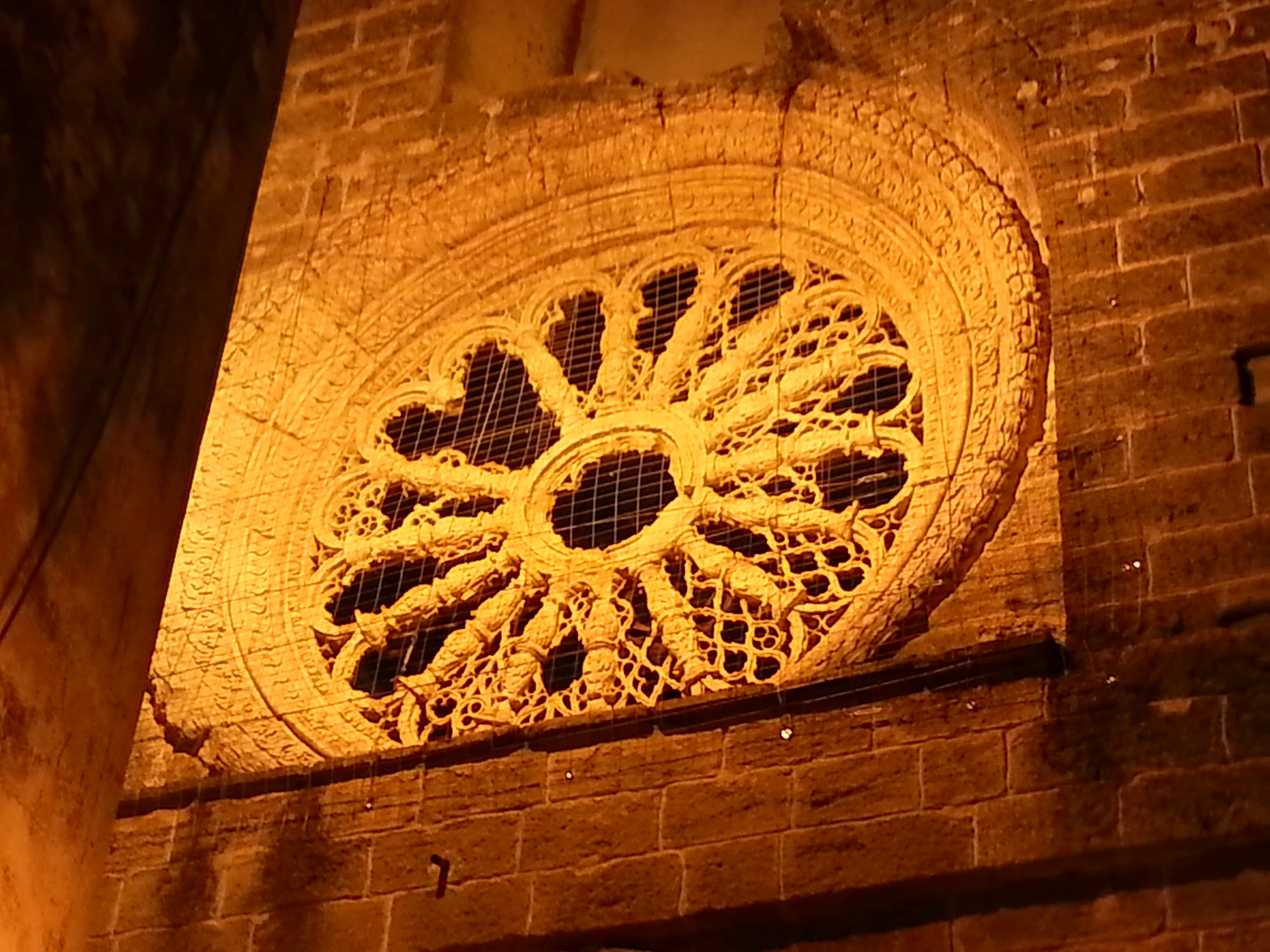
Rosone della Chiesa Madre.

- Chiesa Madre, dedicata all'Assunta, costruita già dal XIV secolo e più volte modificata[12]. Conserva della costruzione cinquecentesca una rosa sul fianco destro e l'abside della navata sinistra. Particolare l'abside interna scavata da dieci nicchie su due ordini, dedicato a Sant'Antonio da Padova. Sull'altare maggiore Ultima Cena, tela solimenesca (XVIII secolo). Sono presenti anche le statue dei santi patroni, Filippo e Giacomo, e della protettrice del paese, la Madonna di Belvedere,a cui è dedicato un altare sul lato sinistro della chiesa, sotto il rosone e di fronte all'abside.
- Chiesa di Sant'Angelo (sec. XV).
- Chiesa del Carmine (1625), attigua al palazzo di città, ex monastero del Carmine "maggiore". All'interno sono custoditi affreschi risalenti al sec. XVIII rappresentanti l'Ultima Cena e Sant'Elia nel deserto, nonché un San Lorenzo tra i martiri Leonardo e Stefano, olio su tela del sec. XVIII.
- Chiesa di Sant'Anna (XVII-XVIII sec.), edificata dalla famiglia Imperiali (secc. XVII-XVIII) nei pressi del castello, con funzione di cappella privata dei feudatari (profondamente rinnovata in stile neoromanico).
- Chiesa di San Nicola extra moenia(XV-XVI sec.), chiesetta tardo medioevale, sconsacrata verso la fine del '900, situata poco fuori le mura medioevali (da qui il titolo "extra moenia") in piazza IV Novembre, detta anche "del Sannale" dove un tempo sorgeva la Colonna dell'Osanna.[13]
- Chiesa dell'Addolorata o dell'Ospedale (sec. XVI), dedicata alla Madonna Addolorata, rappresentata anche in una statua e un dipinto tardo-settecentesco. In questa piccola chiesa sono conservate alcune delle statue portate nella processione dei Misteri del venerdì santo.
- Chiesa Nuova o di Maria Santissima di Belvedere (XIX-XX sec.), sorge sul pendio ovest della collina, voluta a causa dell'aumento della popolazione tra '700 e '800.
- Chiesa della "Cunedda" (rione Conella) dedicata a San Pietro Apostolo, venne costruita nel 1967 a causa dell'espansione della città verso nord. È attigua a un'edicola intitolata all'Immacolata Concezione, costruita da un fedele nel 1786.
- Chiesa del Soccorso, dedicata alla Madonna del Soccorso. Ce ne sono due: una più grande e recente inaugurata il 27 gennaio 2005[14], l'altra più piccola e attigua all'ex monastero del Carmine "minore" fondato nel 1588[15], entrambe sono nella zona sud del paese, rione Pacifico.
- Chiesa di Santa Maria Goretti, ubicata nella frazione di Serranova. Analoga anche una chiesetta nella marina di Specchiolla, utilizzata nei mesi estivi.
- Chiesa di Santa Sabina, ubicata nella marina di Torre Santa Sabina.

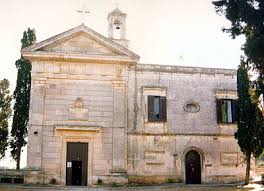
Santuario di Belvedere.

- Santuario di Maria Santissima di Belvedere, situato a 4 km a nord-est dal paese, ricostruito nel 1875 sul posto di un monastero basiliano, di cui resta una cripta in cui vi si accede scendendo 47 scalini. Il ciborio conserva la data del 1501, la firma di un Giovanni Lombardo di Ostuni e il nome del committente: Pirro de Loffredo. Su un altare laterale vi è l'affresco (molto antico, ma più volte ridipinto) con il dolce volto della Madonna di Belvedere molto venerato dal popolo nella settimana successiva alla Pasqua, e altri affreschi tardo-bizantini.

### Architetture militari

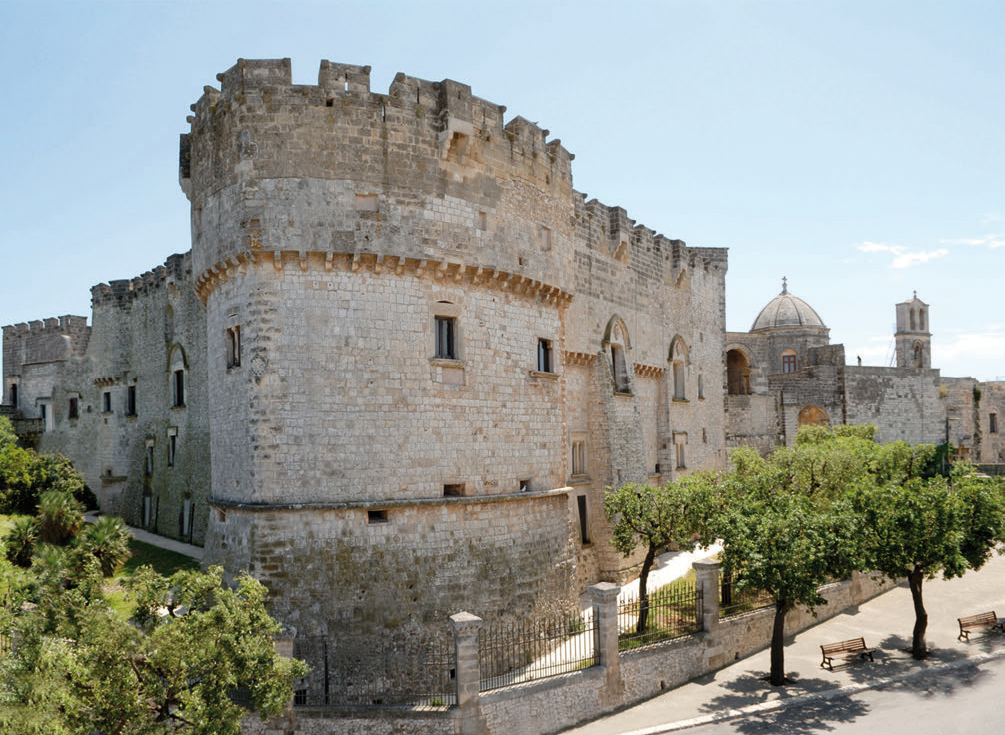
Castello Dentice di Frasso, particolare del torrione a mandorla

Nel territorio di Carovigno, sono presenti ben 14 torri e due castelli. Tra gli edifici più importanti ricordiamo:
- Castello Dentice di Frasso, sorge nel punto più alto del paese ed è costituito da tre torrioni (quadrata, circolare e a "mandorla") costruite tra il XII e XV secolo. Il castello ha anche una cappella, la chiesa di Sant'Anna, prima collegata attraverso un varco su Porta Ostuni. Vi era inoltre un passaggio sotterraneo (oggi ostruito) che permetteva l'accesso direttamente ai giardini della contessa.
- Castello di Serranova è nei pressi della borgata di Serranova. Edificato nel 1629 dal nobile genovese Ottavio Serra. Adiacente al castello sorge la cappella omonima del XVII secolo. Nella cappella è custodito il Crocifisso di Serranova che il 3 maggio di ogni anno viene portato in processione per scongiurare eventi calamitosi o siccitosi;
- Torre Santa Sabina, del XVI secolo (una precedente risaliva al XIII secolo)[senza fonte], ha forma stellare a quattro spigoli orientati verso i punti cardinali, con coronamento merlato: costruzione di difesa eretta sulla riva del mare agli inizi del XVI secolo sul luogo di un villaggio e porto di antica tradizione storica. Posta lungo il corso della antica via romana «Traiana», sede della stazione postale che prese il nome di ad Speluncas, proprio per le numerose grotte che si trovano in questo luogo;
- Torre Guaceto, torre di avvistamento antisaracena del XVI secolo.

Mappa del Centro Storico ("La Terra") di Carovigno

### Centro storico
Sistemi di difesa medievali
L'impianto medioevale antico del Rione Terra, prevedeva al centro del recinto murario, la Chiesa più importante dalla quale partivano le strade principali della città. Si tratta di un oppidum, cioè una città fortificata con le torri. Le torri erano quattro: 
- Torretta del civile , conserva un orologio solare, la meridiana. È coronata da beccatelli di tufo e di pietra e presenta ancora una caditoia. È affiancata a Porta Brindisi.
- Torre Giranda presenta una stivatura.
- Torre "delli Brandi" è attualmente scomparsa perché è stata assorbita dalle costruzioni addossate alla muraglia. Tale torre poteva vedersi da via Matteotti.
- Torre circolare (del Prete), si trova nella via del prete. Anch'essa presenta una grossa stivatura nella quale è stato prodotto un forno.

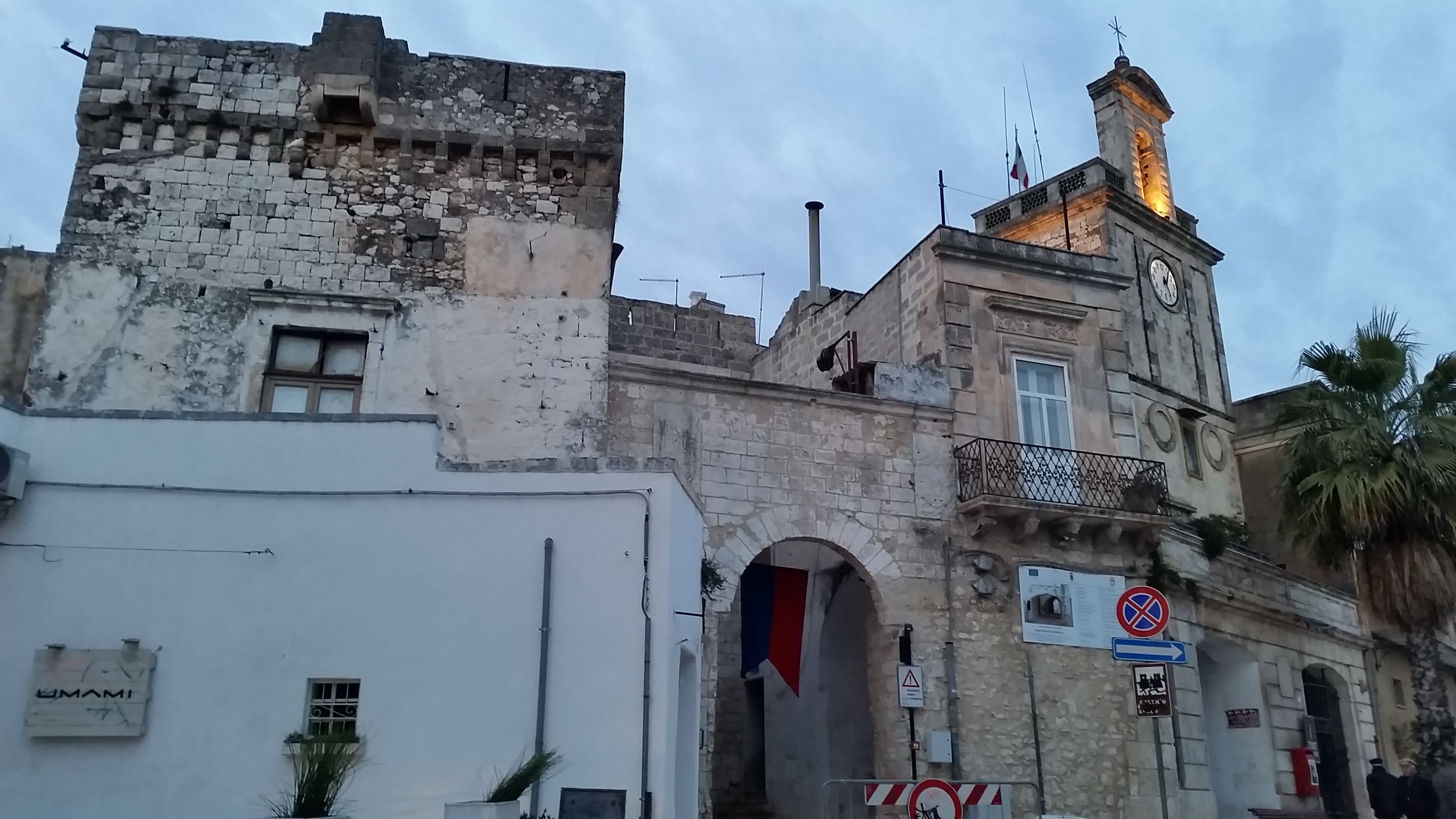
Porta Brindisi

L'oppidum presenta anche 2 porte (Brindisi e Ostuni) e 2 accessi secondari (Arco detto “del Prete” e la “Purticedda” in via Monte Nero.
Porte

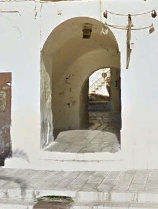
Ingresso Porta del Prete

- Porta Brindisi, affiancata alla Torre del Civile, risulta composta da due porte susseguenti; quella del periodo Angioino più interna, con arco a sesto acuto e coronata con beccatelli, con agibilità a mezzo corridoio ricavato sulla stessa per l'uso della caditoia; e quella del periodo rinascimentale — più precisamente eretta nel periodo feudale dei Loffredo — che è a tutto sesto e che precede la porta più antica. Ha conservato gli innesti originari del portone. Sul frontale, si scorgono scalpellinati due stemmi che dovrebbero essere quello dei Loffreda (a sinistra) e dell'Università di Carovigno (a destra).
- Porta Nova, posta ad occidente e viene chiamata anche Porta Ostuni, dato che è proprio in direzione di Ostuni. Attualmente sul suo coronamento venne sfruttato un camminamento che mette in comunicazione il castello con la chiesa di Sant'Anna. Tale porta è stata spesso modificata, soprattutto durante i restauri del castello nell'inizio del ‘900.
- Porta del Prete, accesso secondario, probabilmente ricavato in tempi vicini all'eversione della feudalità. La stradina è caratterizzata da vari Archi, detti del Prete.

Piazze
- Piazza 'Nzegna, piazza principale del paese lungo corso Vittorio Emanuele II;
- Piazzetta Coriolano, al centro del centro storico di Carovigno "La Terra";
- Largo Castello, tra il Castello e la Chiesa Nuova.
- Piazza IV Novembre, nei pressi di Porta Brindisi. Segna la fine di via di Vittorio Veneto.
- Largo Machiavelli, situata a sud del paese nel rione Pacifico, sul quale si affaccia l'ex convento del Carmine "minore". Ogni anno, nel giorno di Pasquetta, si svolge la tradizionale "Battitura della 'Nzegna".

### Aree naturali

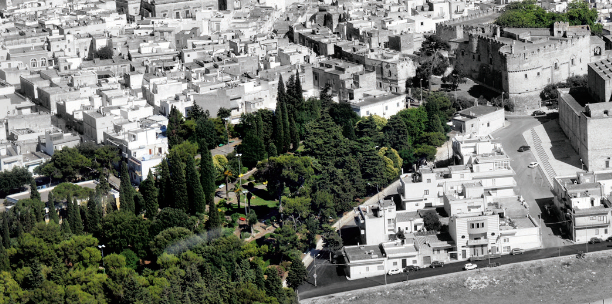
Castello Dentice di Frasso e villa comunale.

In paese sono presenti due parchi, che fino alla prima metà del 1900 erano uniti e di residenza privata della famiglia Dentice di Frasso residente nell'omonimo Castello in cima alla collina.
- Villa Comunale "Salvatore Morelli" , si estende per circa un ettaro in pendenza di fronte al Castello Dentice di Frasso, dal quale un tempo si accedeva con un passaggio sotterraneo oggi chiuso.
- Parco delle "Colonne" si estende per quasi sei ettari in pianura nella zona nord-ovest del paese. All'interno sono presenti un parco giochi, un campo da basket, uno di bocce, un anfiteatro, un asilo nido comunale e la sede dell'ASD Atletica Carovigno.

Nelle marine ci sono due pinete adibite a zona pic-nic per Santa Sabina, e area mercatale settimanale nel periodo estivo a Specchiolla.

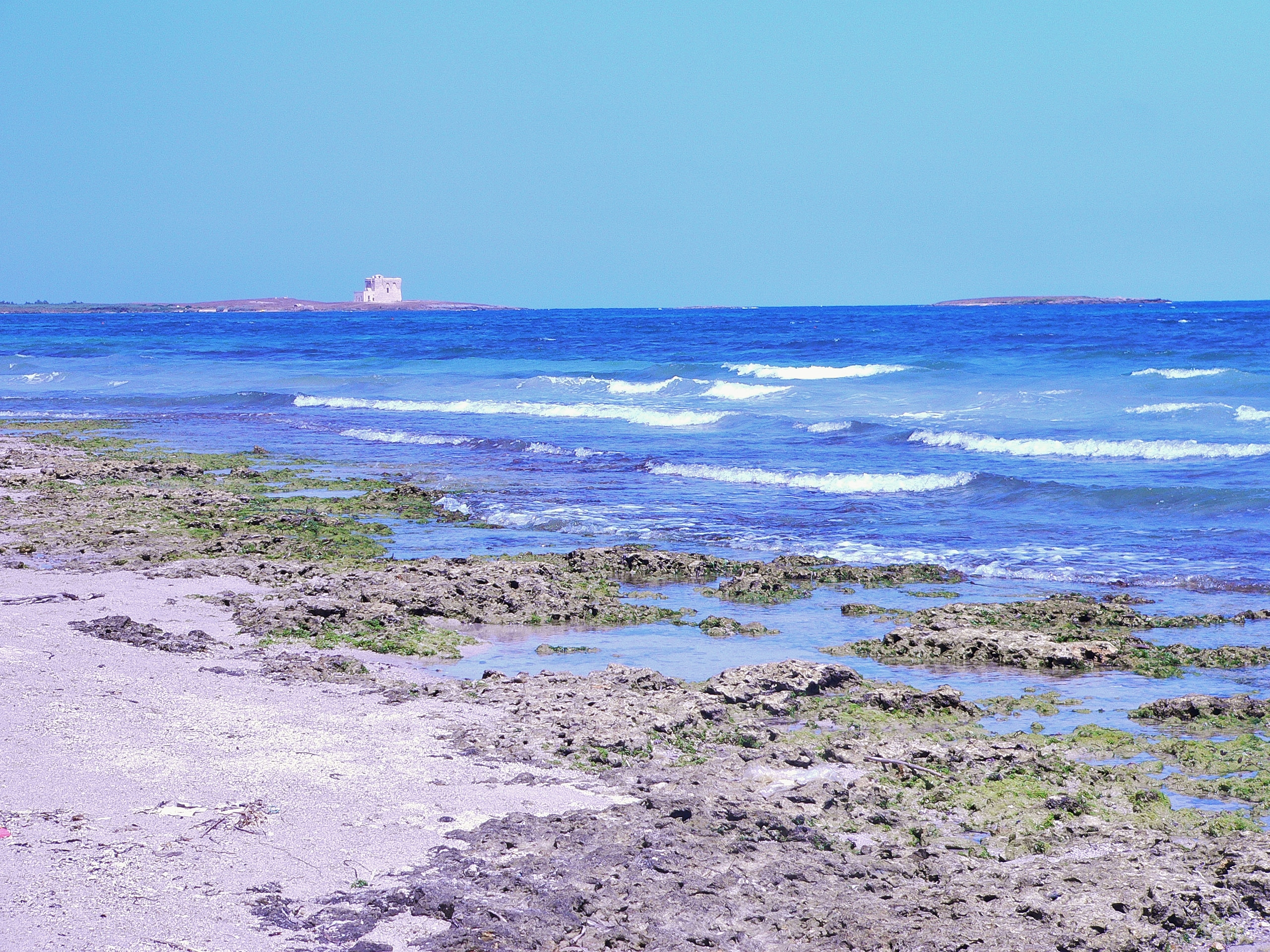
Torre Guaceto

Importante per il territorio è la Riserva naturale statale e la Riserva naturale marina di Torre Guaceto, di rilevanza internazionale.

## Società

### Evoluzione demografica
Abitanti censiti

Con un indice di natalità di 10,9, Carovigno è il 1º comune della provincia di Brindisi con l'indice più alto e 9º in tutta la regione. Il tasso di mortalità è di 8,3, 17º posto in provincia (su 20). È al secondo posto in provincia per quanto riguarda il tasso di crescita (19,4‰). Con un'incidenza del 0,8% di divorziati/e, in ex aequo con altri 3 comuni, si trova al 17º posto.

### Etnie e minoranze straniere
Secondo i dati Istat al 31 dicembre 2017 i cittadini stranieri residenti a Carovigno erano 1 015 pari al 5,9% della popolazione.
Le comunità più numerose erano:
- Romania: 145
- Mali: 116
- Albania: 98
- Nigeria: 75
- Senegal: 72
- Gambia: 62
- Regno Unito: 59

### Tradizioni e folclore
La 'Nzegna
(Salvatore Morelli, "Sul romitorio di Belvedere", 1844.)
La festa di Maria Santissima di Belvedere è la festa religiosa più importante di Carovigno. La festa principale è celebrata il lunedì, martedì e sabato dopo Pasqua, con scopo principale la Battitura della Nzegna, una tradizione secolare legata all'arte dello sbandieramento. La ‘Nzegna, consiste in una serie di sbandieramenti svolti tre volte all'anno in tre punti di Carovigno, al ritmo del flauto, del tamburo, del cembalo e della grancassa, in onore della Madonna di Belvedere. Il termine “battitura della ‘Nzegna”, presenta vari significati tra cui “battere, percuotere con i movimenti particolari della ‘Nzegna il suolo”, ma anche “bussare al cuore della Madonna con una preghiera: la ‘Nzegna”.
Consiste nel gioco di due bandiere multicolori, che vengono fatte sventolare, ruotate intorno al collo, gambe e pancia e lanciate in aria. Tutto ciò viene svolto in onore di Maria Santissima di Belvedere. La festa religiosa termina il sabato dopo Pasqua.
La Madonna dell'Uragano
È una delle principali feste legate a Maria Santissima Regina di Belvedere (denominata in questo giorno “dell'Uragano”), dei Santi patroni Filippo e Giacomo e di San Giuseppe. Inoltre vengono anche festeggiati altri santi, proprio per ringraziare il miracolo avvenuto. Le viene assegnato questo titolo a causa di un miracolo avvenuto il 17 agosto del 1841., quando una tromba d'aria minacciava di distruggere il paese.

## Cultura

### Biblioteche
La biblioteca comunale, dedicata a Salvatore Morelli, ha sede nel Castello Dentice di Frasso.

### Scuole
Nel territorio sono presenti quattro scuole materne, due scuole elementari, due scuole medie, un istituto Alberghiero e un asilo nido comunale.

### Teatro
In paese è presente un teatro comunale, "Teatro Italia", sede di saggi, musical e altri eventi musicali e culturali.

### Cucina
Tipico dolce pasquale è la "piddica", una ciambella fatta con farina e olio extra vergine d'oliva, con un uovo bollito al centro, il tutto decorato con granella di zucchero multicolore. Un altro tipico piatto del sabato dopo Pasqua sono gli "gnummarieddi", degli involtini di fegato farciti con carne, prezzemolo, formaggio pecorino e altro.

## Geografia antropica

### Frazioni

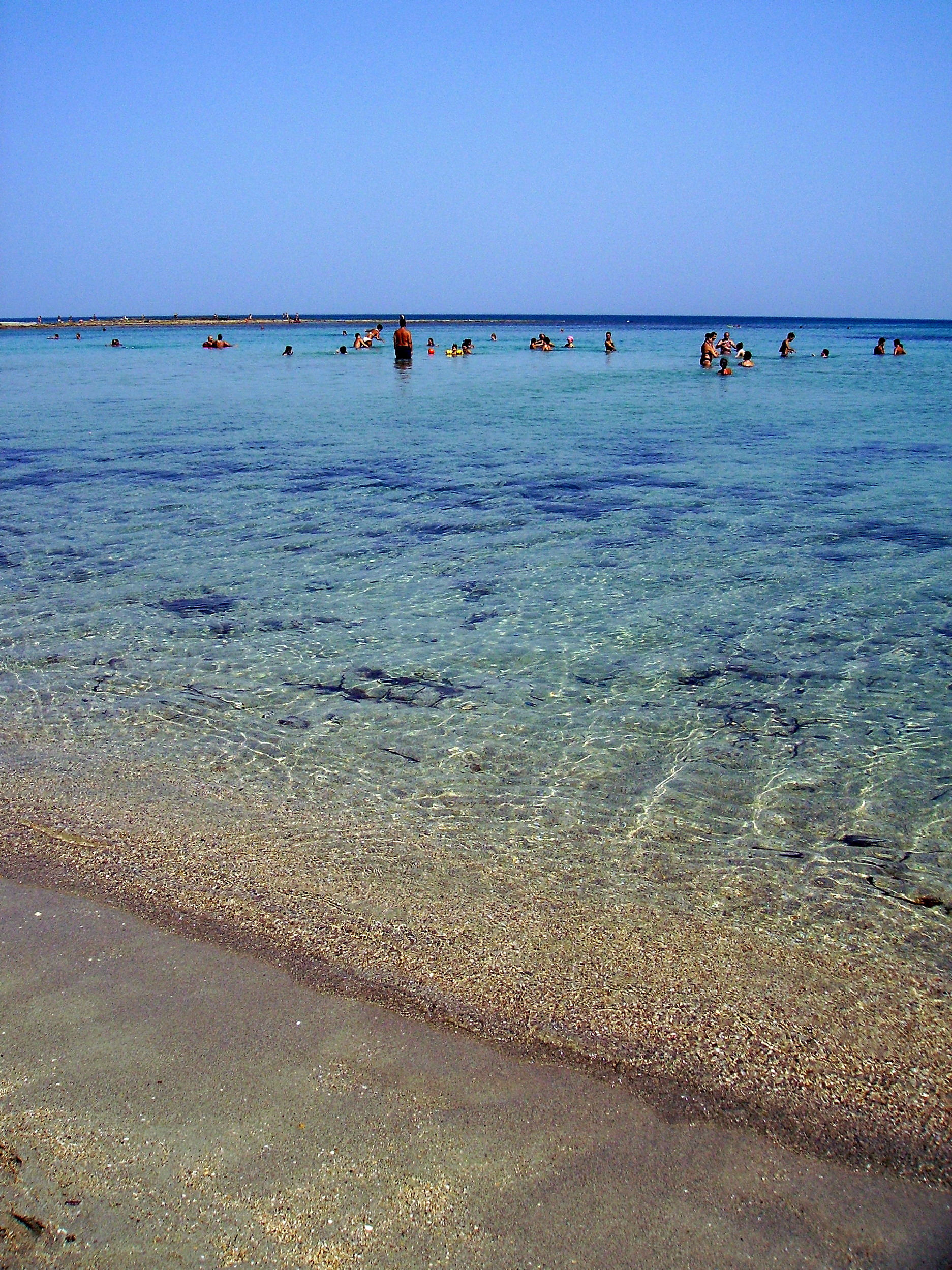
Spiaggia di Pantanagianni

- Pantanagianni: frazione di località marittima, tra Torre Santa Sabina e Specchiolla.
- Serranova: frazione situata a pochi chilometri in direzione Brindisi.
- Specchiolla: frazione di località marittima in direzione Brindisi.
- Torre Santa Sabina: frazione situata sul mare in direzione di Bari; il nome deriva dalla torre omonima che si erge sulla costa della località marina stessa.

## Economia
L'economia carovignese trova le sue componenti essenzialmente nell'agricoltura (olivo, fichi, mandorli, cereali, vite, ortaggi), in proporzione minore nelle industrie (oleifici, stabilimenti vinicoli), nell'artigianato (rinomata la filatura laniera e la lavorazione di un compatto calcare, di cui la zona è ricca, adatto per pavimentazione e come materiale di rivestimento) e nella pesca.
L'economia si basa anche sulle attività turistiche. Nel 2018 sono stati registrati 519 291 arrivi.
Il litorale carovignese ha ottenuto nel 2007, e dal 2016 al 2021 (per le seguenti tre spiagge: Mezzaluna a Torre Santa Sabina, Pantanagianni e Torre Guaceto) la Bandiera Blu, dal 2017 al 2020 le 5 vele di Legambiente, in quanto facente parte del comprensorio turistico "costa del parco agrario degli ulivi secolari", che comprende anche i comuni di Polignano a Mare, Fasano, Monopoli e Ostuni. Inoltre è stato premiato dal 2017 al 2020 con il riconoscimento per i comuni rurali delle Spighe Verdi.

## Infrastrutture e trasporti

### Strade
I collegamenti stradali principali sono:
- SS379, che fiancheggia la costa, con quattro uscite: Torre Santa Sabina/Carovigno, Pantanagianni, Specchiolla, Serranova/Torre Guaceto.
- ex SS16 (SP 94 e 95) che collega Carovigno ai centri di Ostuni e San Vito dei Normanni.
- SP29 che collega Carovigno a San Michele Salentino.
- SP32 che collega Carovigno a Serranova.
- SP33 che collega Carovigno alla SP35 per Specchiolla, passando per il Santuario di Belvedere.
- SP34 che collega Carovigno a Torre Santa Sabina.
- SP37 che collega Serranova a Torre Guaceto.

### Ferrovie
La Stazione di Carovigno è posta sulla ferrovia Adriatica ed è servita da vari treni regionali. Sorge a circa 4 km dal paese, lungo la SP34 in direzione di Torre Santa Sabina, ed è collegata attraverso un servizio bus navetta.

### Mobilità urbana
I trasporti urbani e interurbani di Carovigno vengono svolti con autoservizi di linea gestiti da STP.

## Amministrazione
Carovigno fa parte dell'associazione Borghi Autentici d'Italia e del Patto dei Sindaci.
Di seguito è presentata una tabella relativa alle amministrazioni che si sono succedute in questo comune.
| Periodo          | Periodo           | Primo cittadino             | Partito | Carica              | Note   |
| ---------------- | ----------------- | --------------------------- | --- | ------------------- | ------ |
| 12 agosto 1988   | 29 gennaio 1990   | Mario Zizza                 | Democrazia Cristiana | Sindaco             | [ 28 ] |
| 29 gennaio 1990  | 10 dicembre 1990  | Onofrio Cretì               | Partito Comunista Italiano | Sindaco             | [ 28 ] |
| 10 dicembre 1990 | 8 maggio 1991     | Antonio Nicola Antelmi      | Partito Socialista Italiano | Sindaco             | [ 28 ] |
| 8 maggio 1991    | 30 settembre 1992 | Vito Angelo Perrino         | Democrazia Cristiana | Sindaco             | [ 28 ] |
| 19 novembre 1992 | 21 giugno 1993    | Giovanni Buongiorno         | Partito Democratico della Sinistra | Sindaco             | [ 28 ] |
| 21 giugno 1993   | 28 aprile 1997    | Agostino Scalera            | Democrazia Cristiana | Sindaco             | [ 28 ] |
| 28 aprile 1997   | 5 agosto 1998     | Vito Angelo Perrino         | Forza Italia | Sindaco             | [ 28 ] |
| 5 agosto 1998    | 30 novembre 1998  | Rosa Maria Simone           | | Comm. straordinario | [ 28 ] |
| 30 novembre 1998 | 27 maggio 2003    | Angelo Lanzillotti          | Cristiani Democratici per la Libertà | Sindaco             | [ 28 ] |
| 27 maggio 2003   | 15 aprile 2008    | Vittorio Zizza              | centro | Sindaco             | [ 28 ] |
| 15 aprile 2008   | 31 maggio 2013    | Vittorio Zizza              | Il Popolo della Libertà | Sindaco             | [ 28 ] |
| 31 maggio 2013   | 12 giugno 2013    | Maria Antonietta Olivieri   | | Comm. pref.         | [ 28 ] |
| 12 giugno 2013   | 24 febbraio 2015  | Cosimo Mele                 | lista civica Movimento ora!, lista civica Io Carovigno, lista civica Movimento civico, lista civica Carovigno c'è, lista civica Carovigno anch'io, lista civica Amici di Carovigno | Sindaco             | [ 28 ] |
| 24 febbraio 2015 | 14 giugno 2015    | Pietro Massone              | | Comm. straordinario | [ 28 ] |
| 14 giugno 2015   | 11 gennaio 2018   | Carmine Pasquale Brandi     | FdI-AN, lista civica Carovigno Duemilaventi, Movimento politico Schittulli, Oltre con Fitto, FI, Noi con Salvini                                                                   | Sindaco             | [ 28 ] |
| 12 gennaio 2018  | 10 giugno 2018    | Onofrio Padovano            | | Comm. pref.         | [ 28 ] |
| 11 giugno 2018   | 30 dicembre 2020  | Massimo Vittorio Lanzilotti | liste civiche Ripartiamo dal futuro, Carovigno unita, I cittadini innanzitutto, Popolo democratico                                                                                 | Sindaco             | [ 28 ] |
| 31 dicembre 2020 | 11 marzo 2021     | Maria Antonietta Olivieri   | | Comm. straordinario | [ 28 ] |
| 12 marzo 2021    | 29 maggio 2023    | Maria Rosaria Maiorino      | | Comm. pref.         | [ 29 ] |
| 29 maggio 2023   | in carica         | Massimo Vittorio Lanzilotti | liste civiche Ripartiamo dal futuro, Adesso, Carovigno unita | Sindaco             | [ 28 ] |

### Gemellaggi
Corfù, dal 2000

## Sport
L'A.S.D. Citta di Carovigno 1949 è nata ufficialmente il 2 luglio 2024  dopo la scissione ottenuta con la vecchia società RF Carovigno 1949 che comprendeva due discipline sportive, il calcio a 11 e il futsal  . Il Carovigno Calcio fu fondato il 4 maggio 1949 in memoria della tragedia aerea avvenuta al Grande Torino a cui fu dedicata anche la via adiacente allo stadio Comunale della Nzegna, via Caduti di Superga, e assunse il nome di Polisportiva Carovigno. Nel 1999 divenne AS Carovigno Calcio, frutto della fusione tra la Polisportiva Carovigno e l' AS Carovignese. nel campionato 2000 fu promosso nel campionato di Eccellenza pugliese.
Dalla stagione 2024-2025 milita nel girone B pugliese di Promozione.
Le altre compagini sportive locali sono:
- la Pallacanestro Carovigno, che milita nella Serie D maschile;
- New Basket Carovigno, che militava nel campionato di serie D maschile; Giocatori di pallacanestro che militano e hanno militato in campionati professionisti (Diego Martino classe 1993 e Giancarlo Zizza);
- il Volley Carovigno;
- la sezione di tiro a segno nazionale di Carovigno, per competizioni di pistola a 10 metri e carabina a 10 metri.

Il 17 maggio 2004 la 9ª tappa del Giro d'Italia 2004 si è conclusa a Carovigno con la vittoria dello statunitense Fred Rodriguez.

### Impianti sportivi
- Palazzetto dello Sport intitolato a Ferdinando Prima.
- Il Campo Sportivo Comunale della 'Nzegna, sita in Via Caduti di Superga.
- Il poligono di tiro a segno, sito in contrada Palchi.